# Valentin Glouchko
Pour les articles homonymes, voir Glouchko.
Valentin Petrovitch Glouchko (en russe : Валентин Петрович Глушко, en ukrainien : Валентин Петрович Глушко) est considéré comme le plus grand concepteur de moteurs de fusées de l'Union soviétique. Il est né à Odessa, dans l'Empire russe, le 2 septembre 1908, et mort à Moscou le 10 janvier 1989. Glouchko est considéré comme le premier ingénieur à avoir mis en pratique les théories élaborées par Tsiolkovski en concevant et construisant le premier moteur-fusée à ergols liquides, baptisé ORM-1, dont les tests eurent lieu en 1931. Le gros de son travail de pionnier de la propulsion spatiale se fait par la suite en développant trois séries de moteurs expérimentaux ORM4 à ORM-22, ORM-23 à ORM-52 et ORM-53 à ORM-66. Lorsque les missiles balistiques et l'astronautique civile prennent leur essor dans les années 1950, son bureau d'études développe les moteurs de nombreux missiles balistiques ainsi que les engins  propulsant notamment la famille de lanceurs Soyouz. Il s'oppose à Sergueï Korolev sur la propulsion de la fusée lunaire N-1 car il ne croit pas à l'utilisation de l'hydrogène liquide qui permettra pourtant aux Américains d'atteindre la Lune. La fin de sa carrière est marquée par le développement du moteur RD-170, qui équipe le lanceur lourd Energia et le lanceur intermédiaire Zenit. Ce moteur reste aujourd'hui le moteur-fusée multi-chambres à ergols liquides le plus puissant jamais développé et des versions dérivées équipent à la fois les premiers étages du lanceur américain Atlas V, du lanceur ukrainien Zenit et du lanceur russe Angara.

## Formation

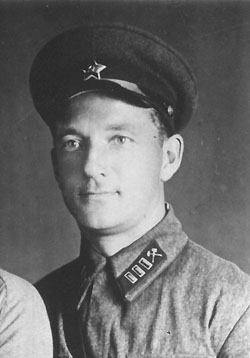
G. Landemak, un des principaux membres du GDL, victime des purges staliniennes et accusateur de Glouchko.

Glouchko nait à Odessa, à l'époque ville de l'Empire russe (aujourd'hui en Ukraine), le 2 septembre 1908 (calendrier grégorien) du père Petro Leontiovytch Glouchko (d'origine cosaque ukrainienne du gouvernement de Tchernigov) et de la mère Matrona Semeonivna Glouchko d'Odessa. Très jeune, il se passionne pour l'exploration spatiale en lisant des récits de Jules Verne. Il dévore les ouvrages de vulgarisation sur l'astronomie d'auteurs comme Flammarion et Klein. En 1922, il adhère à un groupe d'astronomes amateurs et débute la rédaction d'un petit livre intitulé Histoire du développement de l'idée du voyage interplanétaire et interstellaire. À l'âge de 15 ans, il entame une correspondance qui durera sept ans avec le pionnier de l'astronautique russe Constantin Tsiolkovski, dont il se considérera par la suite comme l'héritier spirituel. En 1924, il fait paraître dans un journal de la presse populaire un récit intitulé « La conquête de la Lune depuis la Terre » et en 1926 dans le journal Science et Technologie (Nauka i tekhnika) un article intitulé « Station extraterrestre ». En août 1925, il entre à l'université d'État de Leningrad. Il imagine les plans d'un vaisseau interplanétaire propulsé par des moteurs électriques qui attire l'attention des militaires soviétiques,.

## Les travaux d'avant-guerre

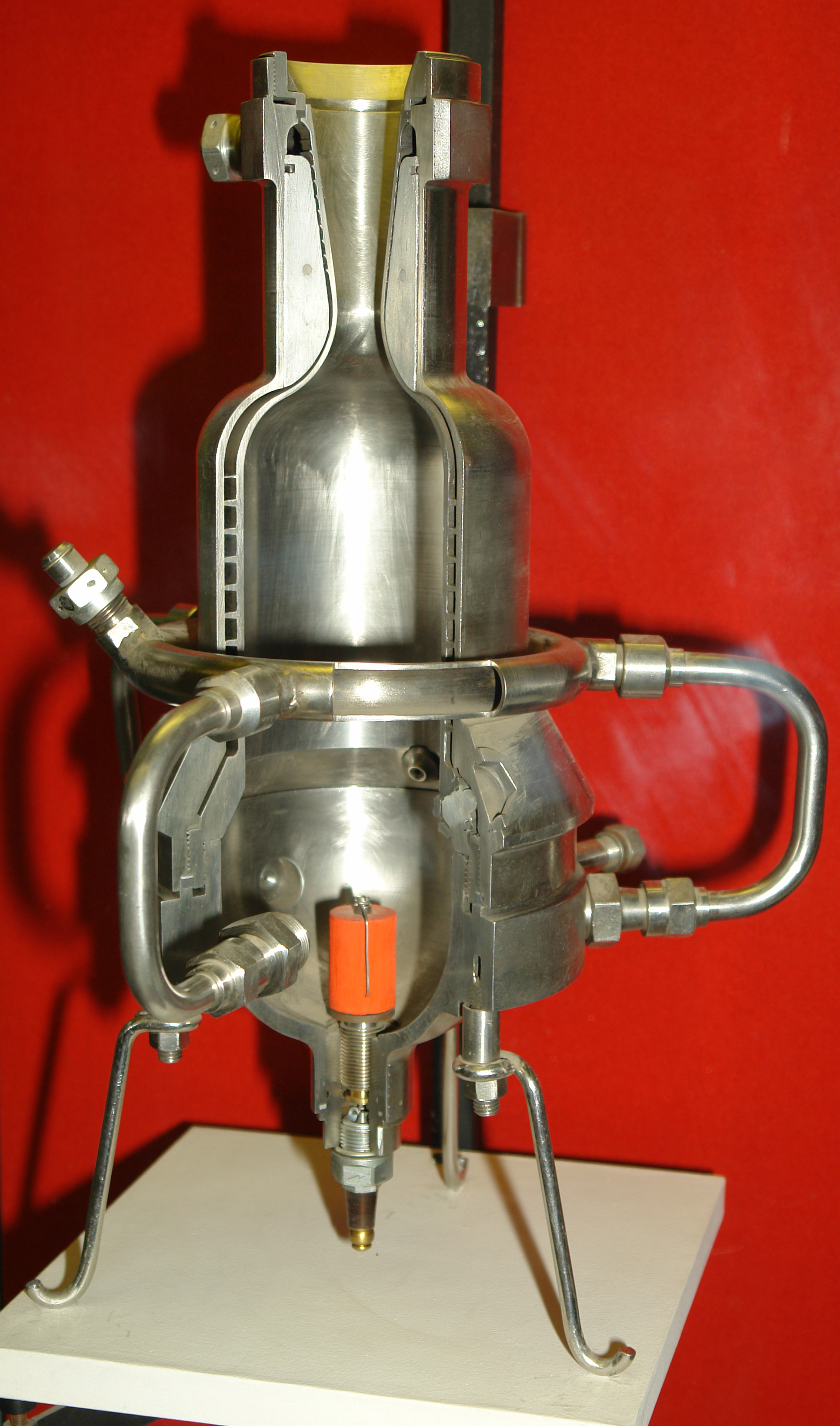
Le moteur-fusée ORM 65.

À partir de 1929, Valentin Glouchko travaille au Laboratoire de dynamique des gaz (GDL) implanté à Léningrad et dirigé par Nikolaï Tikhomirov. Cette structure a été créée en 1921, initialement à Moscou, pour mener des recherches sur les projectiles propulsés par fusée. Il en devient rapidement un des principaux animateurs dans le domaine de la propulsion à ergols liquides, dont il devient le spécialiste. Il commence à développer les séries de moteurs expérimentaux ORM4 à ORM-22, ORM-23 à ORM-52 et ORM-53 à ORM-66 qui propulseront les fusées de la série RLA. Certains militaires soviétiques et en particulier le maréchal Mikhaïl Toukhatchevski  ont pris conscience du potentiel des fusées. Toukhatchevski œuvre pour rapprocher le GDL et la section moscovite du GIRD, un bureau d'études dirigé par Sergueï Korolev travaillant sur les lanceurs. En septembre 1933 les deux structures sont fusionnées au sein de l'Institut de recherche scientifique sur les moteurs à réaction (Reaktiwny Nautschno Issledowatjelski Institut ou RNII). Le nouvel ensemble est dirigé par l'ancien responsable du  GDL Ivan Kleïmenov, qui a succédé à Tikhomirov, avec comme adjoint Korolev. Glouchko est nommé responsable des moteurs à ergols liquides. Dans les années 1930, le RNII met au point des missiles à ergols liquides et à propergol solide. La principale réalisation du bureau d'études est le RP-318, un planeur conçu par Korolev et propulsé par un moteur-fusée ORM-65 de 175 kg de poussée, développé par Glouchko. Celui-ci entame des tests au banc d'essais en novembre 1936,.

## Victime des purges staliniennes

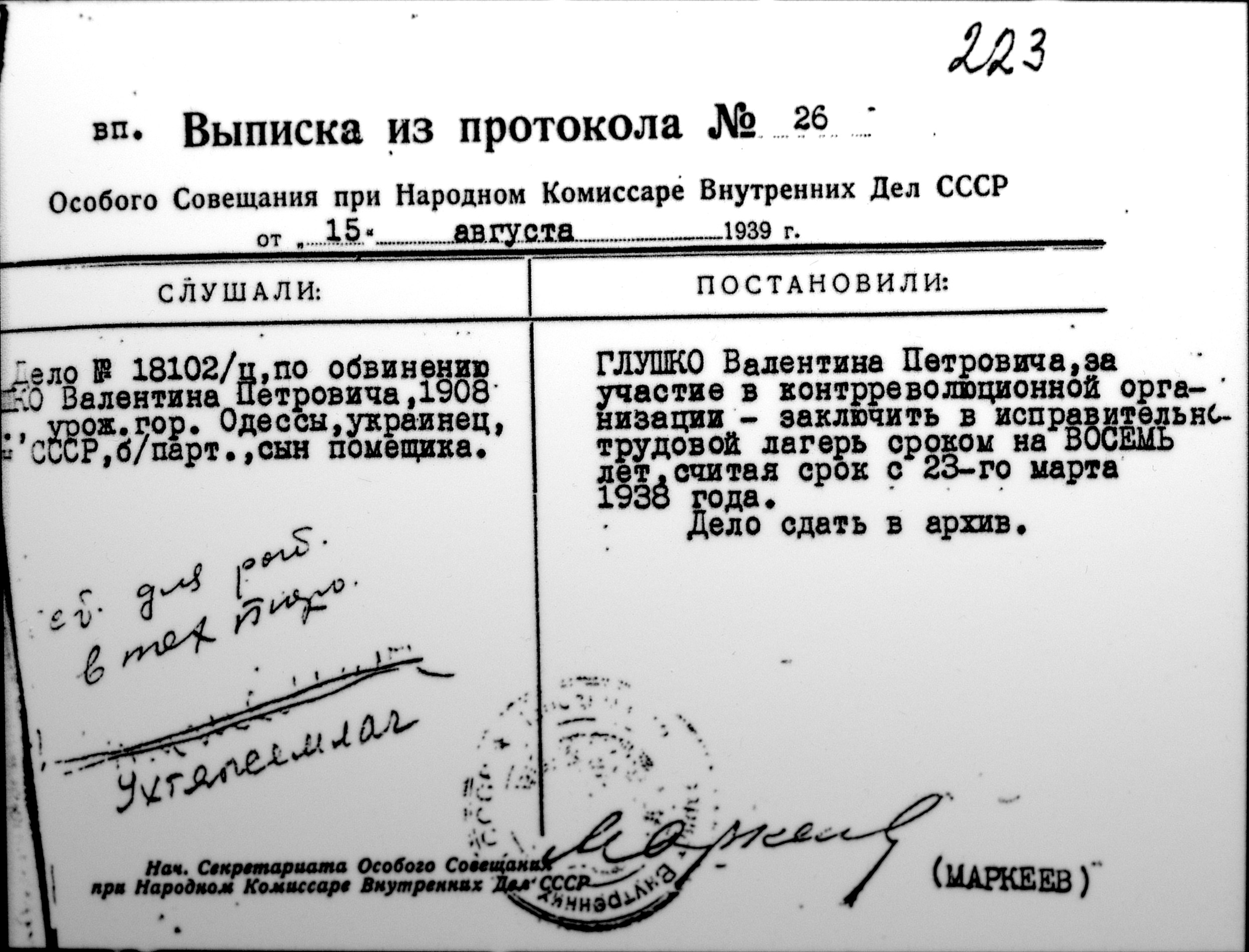
Extrait du procès-verbal du jugement du 15 aout 1939 condamnant Glouchko.

En 1937, les purges staliniennes, manifestation de la paranoïa de Staline, frappent aveuglément les principaux membres du RNII. Le bureau d'études a été placé sous surveillance par le NKVD, car il a été patronné par le maréchal Toukhatchevski, qui est une des premières victimes des purges. Un des ingénieurs du RNII, qui brigue sa direction, rédige de fausses accusations contre les responsables du RNII. Kleïmenov et son adjoint Gueorgui Langemak sont alors arrêtés sous l'accusation de « déviationnisme trotskyste ». Langemak avoue ses « crimes » sous la torture et sans doute aussi dans l'espoir d'éviter une condamnation à mort. Il dénonce à son tour Glouchko et Korolev. Kleïmenov et Langemak sont exécutés peu après. Glouchko est arrêté en mars 1938. Tout en avouant des actes de sabotage  fictifs, il dénonce à son tour, selon une procédure bien rodée, ses collègues dont Korolev. Glouchko est condamné le 15 août 1939 à 8 ans d'emprisonnement. Contrairement à Korolev, qui est envoyé dans la Kolyma, le pire bagne du Goulag soviétique, Glouchko est interné dans une charachka, une prison pour ingénieurs, dans laquelle ceux-ci participent dans leur domaine à l'effort de guerre soviétique en préparation du conflit avec l'Allemagne. Glouchko est nommé responsable de l'équipe d'ingénieurs internés dans la charachka TsKB-4 dédiée au développement des fusées utilisées pour l'assistance au décollage des avions. Malgré les mauvaises conditions matérielles, il parvient à mettre au point la fusée à ergols stockables RD-1 développant 900 kg de poussée, ce qui lui vaut une libération anticipée en août 1944 et sa nomination en décembre 1944 à la tête de son propre bureau d'études l'OKB-SD,.

## Développement du moteur de la R7 Semiorka (1946-1956)

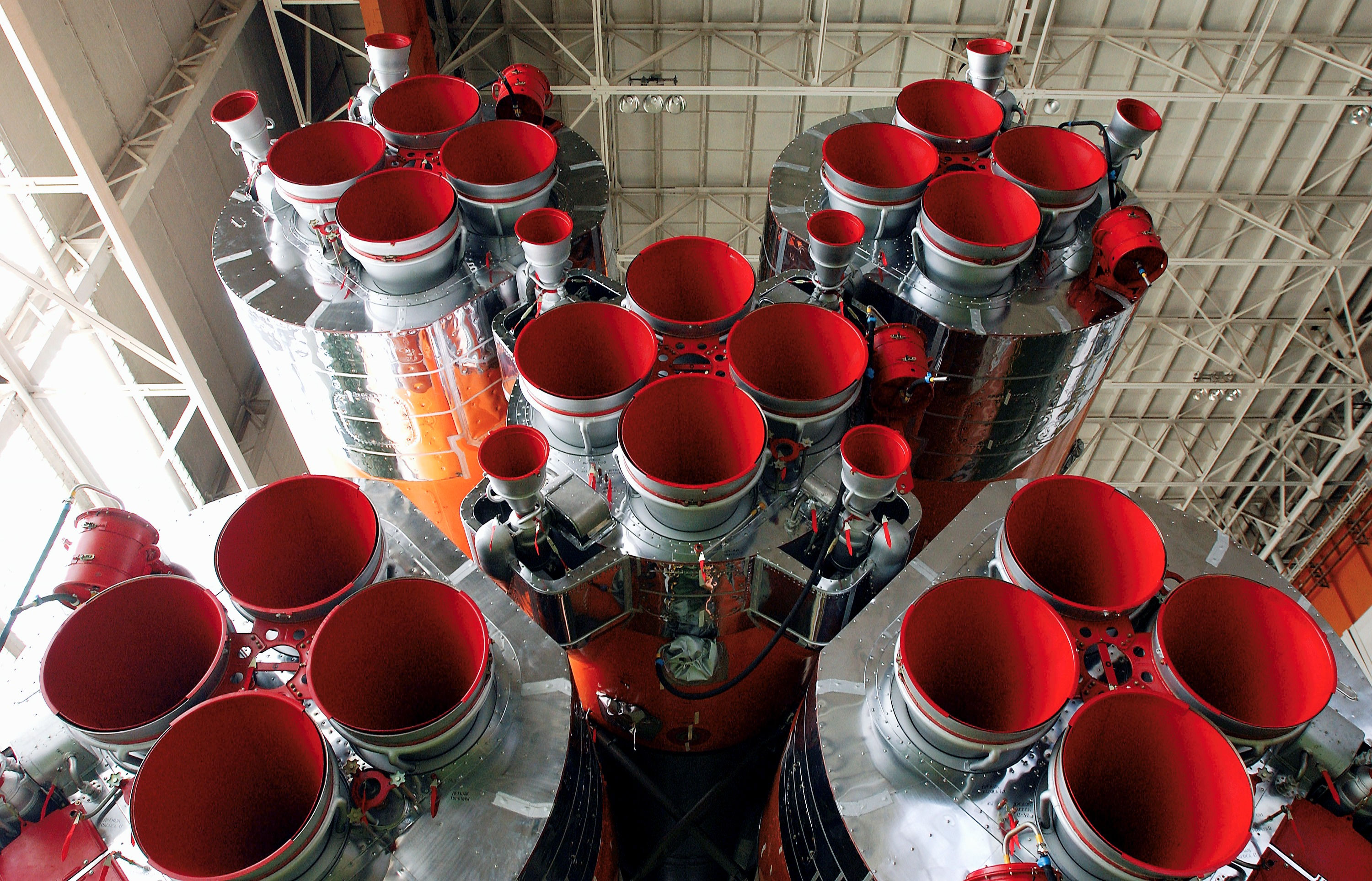
La propulsion de la R7 Semiorka dont dérive directement le lanceur Soyouz (illustré ici) est prise en charge par un grand nombre de moteurs pour contourner un problème d'instabilité dans la chambre de combustion.

En développant le missile V2, les ingénieurs allemands ont pris une énorme avance dans le domaine de la propulsion et du guidage des fusées. Après la défaite de l'Allemagne nazie, Glouchko ainsi que la plupart des spécialistes soviétiques travaillant sur les  fusées (dont Korolev) sont envoyés en Allemagne pour collecter les informations, tenter de remettre en marche les installations de production des V2 et remettre au travail les experts et les techniciens allemands.
En mai 1946, Staline décide de lancer le développement des missiles balistiques. Les outils de production des V2 sont rapatriés sur le territoire de l'Union soviétique. Un  établissement baptisé OKB-456  spécialisé dans la construction de moteurs-fusées à ergols liquides, est créé dans une ancienne usine d'aviation à Khimki, dans la banlieue de Moscou, et Glouchko devient le responsable de son bureau d'études. L'OKB a pour mission de fabriquer une copie du moteur du missile V2 avec l'aide de spécialistes et de techniciens allemands, qui ont déménagé plus ou moins volontairement d'Allemagne. Au début des années 1950, les ingénieurs soviétiques ont assimilé l'expertise allemande et peuvent désormais développer leur propre moteur. Glouchko conçoit le moteur ED-140 de 7 tonnes de poussée, qui va servir de base à tous ses travaux durant les quinze années suivantes. Pour  le premier missile balistique R-3 conçu par Korolev, Glouchko propose de développer un moteur de 100 tonnes de poussée, dont la chambre de combustion est alimentée par 19 préchambres de combustion dérivées de l'ED-140. Mais les problèmes d'instabilité dans la chambre de combustion conduisent à l'abandon du R-3.
Korolev a décidé de se concentrer sur la conception du missile intercontinental R-7 Semiorka sans passer par la mise au point de missiles à portée intermédiaire. Le développement de ces derniers est désormais confié à un nouveau bureau d'études dédié dirigé par un de ses adjoints Mikhail Yanguel. Pour propulser le R-7, Glouchko choisit de développer une version pratiquement 10 fois plus puissante (65 tonnes de poussée) de l'ED-140. Mais la mise au point du moteur, qui sera baptisé RD 105/RD-106, se heurte de nouveau à des problèmes d'instabilité de combustion. Par ailleurs, la masse de la tête nucléaire transportée par le missile a pris du poids et atteint 5,4 tonnes, ce qui exige l'augmentation des performances prévues du moteur. Le missile doit être opérationnel en 1956. Pour contourner le problème créé par la taille de la chambre de combustion. Glouchko décide de développer le moteur RD 107/RD-108 comportant quatre chambres de combustion et quatre tuyères alimentées par une turbopompe commune. Cette solution toutefois accroit la complexité du missile, qui comporte pas moins de 20 ensembles chambres de combustion/tuyères et 12 moteurs-verniers.

## Partisan des  moteurs à ergols stockables (1956-1974)
La R-7 Sémiorka avec ses versions dérivées est au cœur des succès des débuts de l'astronautique soviétique et continue actuellement d'être utilisée sous l'appellation Soyouz. Par contre sa carrière en tant que missile balistique intercontinental fut très courte. L'engin nécessite des installations de lancement énormes, utilise un ergol cryogénique, l'oxygène liquide, qui impose un temps de remplissage beaucoup trop long et le missile s'avère vite surdimensionné avec la miniaturisation des charges nucléaires. Glouchko décide d'orienter ses travaux vers les moteurs utilisant les combustibles hypergoliques qui peuvent être stockés sur de longue durée dans les réservoirs des missiles, se contentent d'installations réduites à un simple silo et permettent un lancement avec un temps de préavis très court. Ce choix qui répond parfaitement aux besoins des militaires ne satisfait absolument pas Korolev qui consacre désormais tous ses travaux à des applications civiles : celui-ci ne veut pas des ergols retenus par Glouchko dont la manipulation est particulièrement dangereuse comme le prouvera la catastrophe de Nedelin. Mais surtout il a besoin des ergols cryogéniques beaucoup plus performants parce que, à son avis, ils sont les seuls capables de placer en orbite les lourdes charges utiles envisagées dans le cadre des programmes spatiaux habités ambitieux qu'il envisage. Au début des années 1960, Glouchko développe les moteurs à ergols stockables des missiles UR-100 de Tchelomeï et R-17 de Yanguel qui supplantent les R-7.
Le conflit entre Glouchko et Korolev se cristallise dans le cadre du développement de la fusée géante N-1 de 2 000 tonnes que Korolev propose pour le programme spatial habité lunaire. Glouchko ne veut pas développer le moteur à forte puissance demandé par Korolev, car il ne parvient pas à maitriser les problèmes soulevés par un moteur à combustion étagée cryogénique. Korolev reproche à Glouchko son incapacité systématique à répondre à ses besoins depuis les débuts de leur collaboration mais également sa responsabilité dans son envoi au Goulag. Impuissant, Korolev se tourne vers le constructeur de moteurs d'avion Nikolaï Kouznetsov. Celui-ci lance le développement du  NK-33 mais ne pourra fournir le moteur à temps pour les premiers lancements de la N-1. Celle-ci doit se contenter dans un premier temps des moteurs à faible poussée NK-15 qui seront à l'origine de l'échec du lanceur du fait de la complexité créée par le nombre d'engins (30 moteurs pour le premier étage). Glouchko développe pour des programmes concurrents de la N-1, les R-56 de Yanguel et UR-700 de Chelomei, des moteurs à forte poussée utilisant des ergols stockables et hypergoliques, mais ces projets sont arrêtés par les responsables soviétiques au profit de la N-1. Le RD-253 créé pour propulser la fusée lourde Proton de Chelomei est en revanche effectivement mis au point  entre 1961 et 1965. Ce moteur-fusée à combustion étagée qui brûle le mélange d'ergols stockables UDMH/peroxyde d'azote se caractérise par une impulsion spécifique particulièrement remarquable. En 1966, Korolev décède prématurément et son adjoint Vassili Michine lui succède à la tête du programme lunaire et poursuit les orientations de son ancien responsable.

## À la tête du programme spatial habité soviétique (1974-1989)
En 1974, profitant des échecs répétés de Michine notamment avec la N-1, Glouchko parvient à se faire nommer à sa place. Il est désormais responsable de l'ensemble du programme spatial habité soviétique, des moteurs aux vaisseaux spatiaux en passant par les lanceurs. Il arrête le développement de la N-1 et de tous les autres composants du programme lunaire de Korolev. En particulier, il demande à Kouznetzov de mettre fin au développement des moteurs NK-33 et de détruire les engins déjà construits, alors que ce moteur est parvenu au stade final des essais et s’avère très prometteur. Des NK-33 échappent à la destruction et sont dissimulés sous une référence d'inventaire maquillée. Le stock de ces moteurs sera par la suite en partie racheté par les constructeurs de lanceurs américains. Le NK-33 a été choisi pour propulser le lanceur américain Antares, qui devrait effectuer son premier vol en 2012.

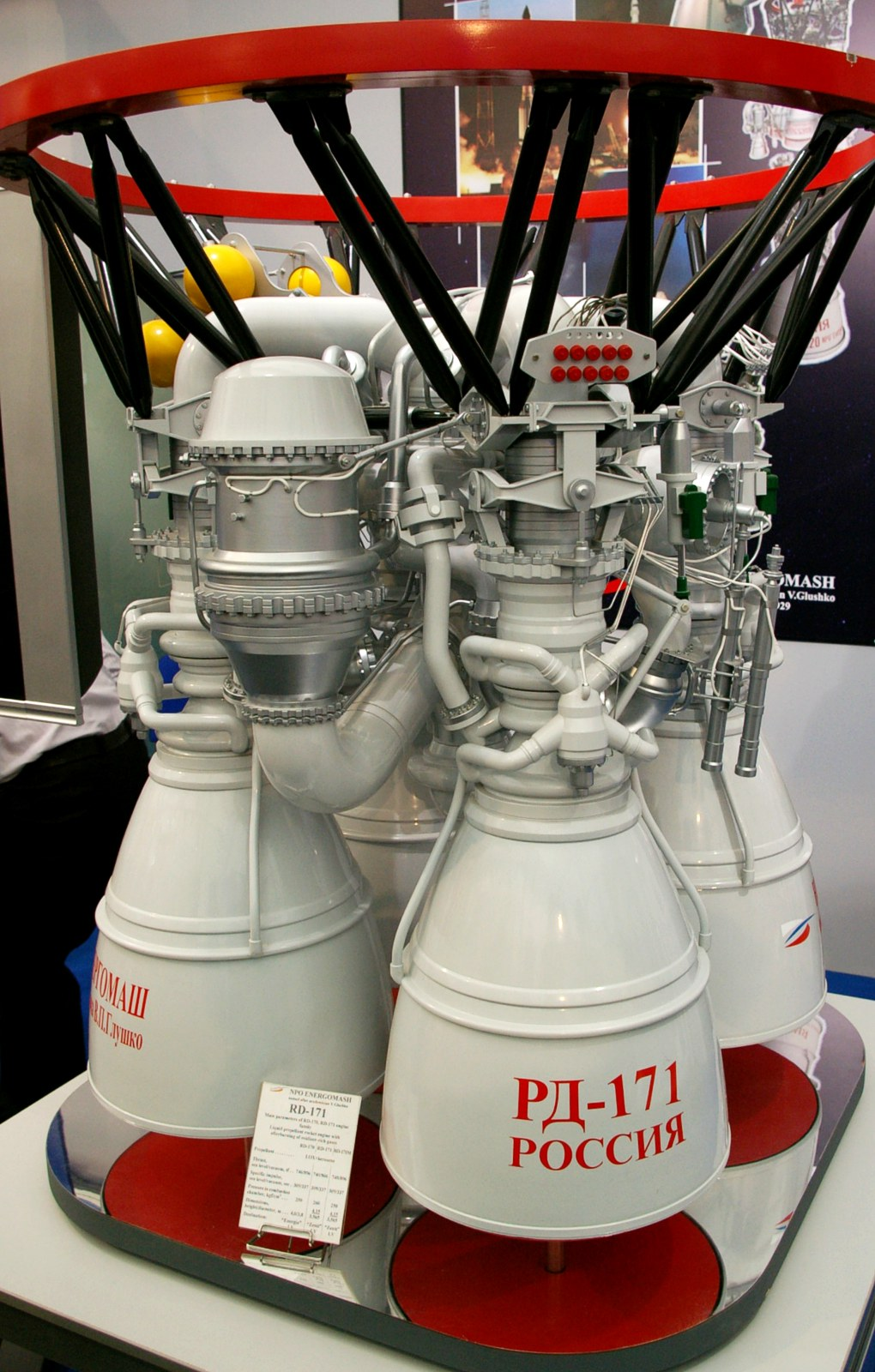
Maquette du RD-171 de 800 tonnes de poussée variante du RD-170.

Glouchko se lance dans le développement d'une nouvelle famille de lanceurs modulaires. Le moteur retenu, dont la poussée est de 1 200 tonnes, doit utiliser des ergols cryogéniques en contradiction avec les orientations précédentes du constructeur. Glouchko justifie son revirement par les progrès techniques intervenus au cours des 15 dernières années. Les premiers vols du lanceur RLA-135 sont prévus en 1980 et Glouchko prévoit l'installation de bases permanentes sur la Lune dans les années 1980 ainsi que des  missions habitées vers Mars. Le coût du projet est estimé à 12,5 milliards de roubles, mais ces plans sont rejetés par les responsables soviétiques.
Au début des années 1970, la NASA s'est lancée dans le développement de la navette spatiale. Les dirigeants soviétiques demandent à Glouchko de modifier son projet de manière à disposer d'un lanceur aux capacités similaires à l'engin américain. Ils lui demandent également de développer dans ce contexte des moteurs brûlant le mélange cryogénique oxygène/hydrogène. Glouchko se lance dans la réalisation du lanceur Energia et de la navette Bourane. Pour le lanceur Energia, il développe le moteur RD-170 de 800 tonnes de poussée brûlant un mélange kérozène/oxygène dans quatre chambres de combustion partageant la même turbopompe reprenant son architecture préférée ainsi que le moteur RD-0120 aux caractéristiques proches du SSME et brûlant un mélange d'hydrogène liquide et d'oxygène liquide. La mise au point de ces moteurs est particulièrement difficile et le coût du projet n'est pas loin d'entrainer son annulation. Finalement la navette Bourane et le lanceur Energia effectuent un premier vol qui se déroule à la perfection le 15 novembre 1988. Malade et en partie paralysé Glouchko ne peut assister au lancement. Mais il n'y aura pas d'autres vols, car l'Union soviétique est sur le point de se désintégrer.
Glouchko meurt peu de temps avant la dislocation de l'Union soviétique, le 10 janvier 1989, à l'âge de 80 ans. Il fut l'un des principaux contributeurs au programme spatial soviétique. Ses moteurs ou des versions dérivées continuent aujourd'hui à propulser un grand nombre de lanceurs en production ou en cours de mise au point en Russie et en Ukraine (Soyouz, Proton, Zenit, Tsyklon-3, Strela, Rockot, Angara), aux États-Unis (Atlas V, Antares) et en Corée du Sud KSLV,.

## Personnalité
Lorsque les coulisses du programme spatial soviétique ont été dévoilées au début des années 1990, les historiens ont dans une certaine mesure diabolisé Glouchko coupable de s'être opposé à Korolev en 1960 et d'avoir personnellement contribué à l'échec du lanceur N1 et à l'arrêt du programme lunaire habité. Si l'homme a effectivement commis des erreurs de jugement, cette évaluation est sans doute excessive. Il partageait les mêmes rêves de voyages interplanétaires que Korolev. Son opposition à Korolev, que l'on présente généralement comme un conflit de personnalités, était sans doute plutôt due à une divergence d'appréciation technique reposant sur une argumentation rationnelle. Glouchko était un homme fin, cultivé dans le domaine des arts, parlant couramment cinq langues. Toujours bien habillé, il n'était jamais familier avec ses collaborateurs. Selon ceux-ci, il savait trouver des solutions élégantes et il avait du flair pour les détails. Contrairement à Korolev, qui sous-traitait volontiers à ses collaborateurs les aspects qu'il ne jugeait pas stratégiques, Glouchko voulait tout superviser. Il souhaitait plus que tout laisser une empreinte marquante à la postérité. Il est l'auteur de 250 articles scientifiques et d'un ouvrage sur la théorie des fusées en 40 volumes rédigé en 7 ans pour l'Académie des Sciences de l'Union soviétique. Marié plusieurs fois, il a eu quatre enfants. Avant son décès, il demanda que ses cendres soient conservées dans une urne pour pouvoir être dispersées plus tard sur le sol de la planète Vénus,.

## Œuvres
- V. P. Glouchko et G. Langemak, Fusées, leur fabrication et leur domaine d'application, 1935.
- Glouchko, V. P., Moteurs-fusées GDL-OKB, Maison d'édition Novosti, Moscou (1973) 1975.
- V. P. Glouchko, Le développement de la technologie des fusées en Union Soviétique, Maison d'édition Novosti, Moscou (1973).